# Aksel Poulsen
Aksel Eli Poulsen (* 12. August 1983) ist ein färöischer Badmintonspieler.

## Karriere
1999 gewann Aksel Poulsen erstmals einen Titel bei färöischen Juniorenmeisterschaften, als er das Herreneinzel für sich entscheiden konnte. Vier Jahre später siegte er zum ersten Mal bei den Erwachsenen im Herrendoppel mit Bjartur Lamhauge.
Bei den Island Games 2005 machte er international das erste Mal auf sich aufmerksam. Bei dieser Veranstaltung gewann er die Silbermedaille im Herreneinzel hinter Bror Madsen. 2007 war Badminton nicht im Programm der Games, so dass Aksel Poulsen dort erst 2009 wieder startete. Diesmal scheiterte er jedoch schon im Halbfinale des Einzels und wurde somit Dritter. Schadlos hielt er sich jedoch im Herrendoppel und im Teamwettbewerb, wo er beide Male Gold gewann. Den Erfolg im Doppel konnte Poulsen 2011 bei den Island Games wiederholen, mit dem Team wurde er diesmal hingegen Dritter.

## Sportliche Erfolge
| Saison | Veranstaltung                   | Disziplin    | Platz | Name                                     |
| ------ | ------------------------------- | ------------ | ----- | ---------------------------------------- |
| 1999   | Färöer: Juniorenmeisterschaften | Herreneinzel | 1     | Aksel Poulsen                            |
| 2000   | Färöer: Juniorenmeisterschaften | Herreneinzel | 1     | Aksel Poulsen                            |
| 2003   | Färöer: Einzelmeisterschaften   | Herrendoppel | 1     | Bjartur Lamhauge / Aksel Poulsen         |
| 2004   | Färöer: Einzelmeisterschaften   | Herrendoppel | 1     | Bjartur Lamhauge / Aksel Poulsen         |
| 2005   | Färöer: Einzelmeisterschaften   | Herrendoppel | 1     | Bjartur Lamhauge / Aksel Poulsen         |
| 2005   | Färöer: Einzelmeisterschaften   | Mixed        | 1     | Aksel Poulsen / Brynhild Carlsson        |
| 2005   | Island Games                    | Herreneinzel | 2     | Aksel Poulsen                            |
| 2006   | Färöer: Einzelmeisterschaften   | Herrendoppel | 1     | Bjartur Lamhauge / Aksel Poulsen         |
| 2007   | Färöer: Einzelmeisterschaften   | Mixed        | 1     | Aksel Poulsen / Bjørg Djurhuus           |
| 2009   | Färöer: Einzelmeisterschaften   | Herrendoppel | 1     | Aksel Poulsen / Absalon Eysturoy         |
| 2009   | Färöer: Einzelmeisterschaften   | Herreneinzel | 1     | Aksel Poulsen                            |
| 2009   | Färöer: Einzelmeisterschaften   | Mixed        | 1     | Aksel Poulsen / Rannvá Djurhuus Carlsson |
| 2009   | Island Games                    | Herrendoppel | 1     | Aksel Poulsen / Bjartur Lamhauge         |
| 2009   | Island Games                    | Team         | 1     | Färöer                                   |
| 2009   | Island Games                    | Herreneinzel | 3     | Aksel Poulsen                            |
| 2010   | Färöer: Einzelmeisterschaften   | Herreneinzel | 1     | Aksel Poulsen                            |
| 2010   | Färöer: Einzelmeisterschaften   | Herrendoppel | 1     | Aksel Poulsen / Gunnar Poulsen           |
| 2011   | Färöer: Einzelmeisterschaften   | Herreneinzel | 1     | Aksel Poulsen                            |
| 2011   | Island Games                    | Herrendoppel | 1     | Aksel Poulsen / Niclas Højgaard Eysturoy |
| 2011   | Island Games                    | Team         | 3     | Färöer                                   |